# Prepseudatrichia kelseyi
Prepseudatrichia kelseyi är en tvåvingeart som beskrevs av Nina Krivosheina 1980. Prepseudatrichia kelseyi ingår i släktet Prepseudatrichia och familjen fönsterflugor.
Artens utbredningsområde är Turkmenistan. Inga underarter finns listade i Catalogue of Life.